# Восточный вокзал (Лиссабон)
Восточный вокзал (порт. Gare do Oriente) — транспортно-пересадочный узел в северо-восточной части Лиссабона. Один из крупнейших транспортных центров Португалии, он включает в себя, помимо железнодорожной станции для скоростных и пригородных поездов, станцию метрополитена, автобусную станцию и терминал Лиссабонского аэропорта. Выразительное футуристическое здание Сантьяго Калатравы в стиле био-тек стало яркой достопримечательностью Лиссабона и архитектурной доминантой нового городского района начала XXI века.
Небольшая станция Apeadeiro dos Olivais на Северной железнодорожной линии, ведущей из Лиссабона в Порту, существовала здесь с 1856 года. Место на северо-восточной окраине Лиссабона на берегу реки Тежу, названное Парком наций, было выбрано в 1992 году для всемирной выставки Expo 1998. В рамках реконструкции Северной железнодорожной линии было принято решение о сооружении крупного транспортно-пересадочного узла для обслуживания не только посетителей выставки, но и планируемого в дальнейшем на этом месте нового городского района.
Проектирование и строительство Восточного вокзала было вынесено на международный тендер. Концепция сооружения разработана испанским архитектором Сантьяго Калатравой в 1995 году, строительство вела фирма Necso. Комплекс был торжественно введён в строй 19 мая 1998 года в рамках открытия всемирной выставки Expo 1998. На момент открытия Восточный вокзал стал самым большим транспортным узлом в Португалии, пропускающим в год до 75 миллионов пассажиров. В том же году он был удостоен престижной премии Brunel Award, вручаемой за достижения в области железнодорожной архитектуры.
Помимо транспортного хаба комплекс включает в себя торговую зону, рестораны, полицейский участок и автомобильную парковку. Восемь железнодорожных путей подняты над землёй для того, чтобы не ограничивать связь жилых кварталов с берегом реки Тежу на противоположной стороне. К пассажирским платформам ведут пандусы и лифты.
В оригинальном белом здании Восточного вокзала определённо узнаётся неповторимый стиль Сантьяго Калатравы. Вокзал перекликается с более ранним произведением архитектора — галереей Аллена Ламберта в Торонто.
Железобетонное сооружение высотой 19 метров накрыто кружевным шатром из металла и стекла. Полупрозрачные веерные конструкции на 60 разветвлённых металлических столбах напоминают английскую перпендикулярную готику.
Отсутствие монолитной крыши наполняет верхний уровень вокзала светом и воздухом, а разнообразие изломанных металлических форм создаёт динамичное пространство, соответствующее пульсирующему ритму железной дороги. Особенно эффектно Восточный вокзал выглядит в тёмное время суток, когда электрическая подсветка делает его похожим на космическую станцию.
В противовес солнечному верхнему этажу, серые овальные своды подплатформенной галереи безо всякой отделки производят впечатление некой сказочной пещеры. Бионическая структура двойных бетонных арок, несущих на себе тяжесть железнодорожных платформ, вдохновлена формами рыбьего скелета.